# Global Rainbow
De Global Rainbow is een kunstwerk van de Amerikaanse beeldende kunstenaar Yvette Mattern.
Het is een laserlichtinstallatie die op 15 meter hoogte wordt geprojecteerd en werd onder meer opgesteld in Berlijn, Toronto, Miami en Antwerpen. In Antwerpen werd de installatie in 2018 gekoppeld aan de Antwerp Pride en schenen de regenboogkleurige lasers tussen het Steen en het M HKA.